# Mata Alagoana (tiểu vùng)
Mata Alagoana là một tiểu vùng thuộc bang Alagoas, Brasil. Tiều vùng này có diện tích 3998 km², dân số năm 2007 là 282005 người.